# Her Humble Ministry
Her Humble Ministry er en amerikansk stumfilm fra 1911 af Harry Solter.